# 红高路站
紅高路站位于中华人民共和国四川省成都市郫都区西区大道、红高路、天润路交叉口，是成都地铁6号线的地铁车站。于2020年12月18日随成都地铁6号线开通而启用。

## 車站概要
紅高路站位于成都市郫都区，因此站位于西区大道与紅高路/天潤路十字交汇口而得名。于2020年12月18日正式投入使用。本站在规划阶段曾用名“广场路站”。

## 车站构造

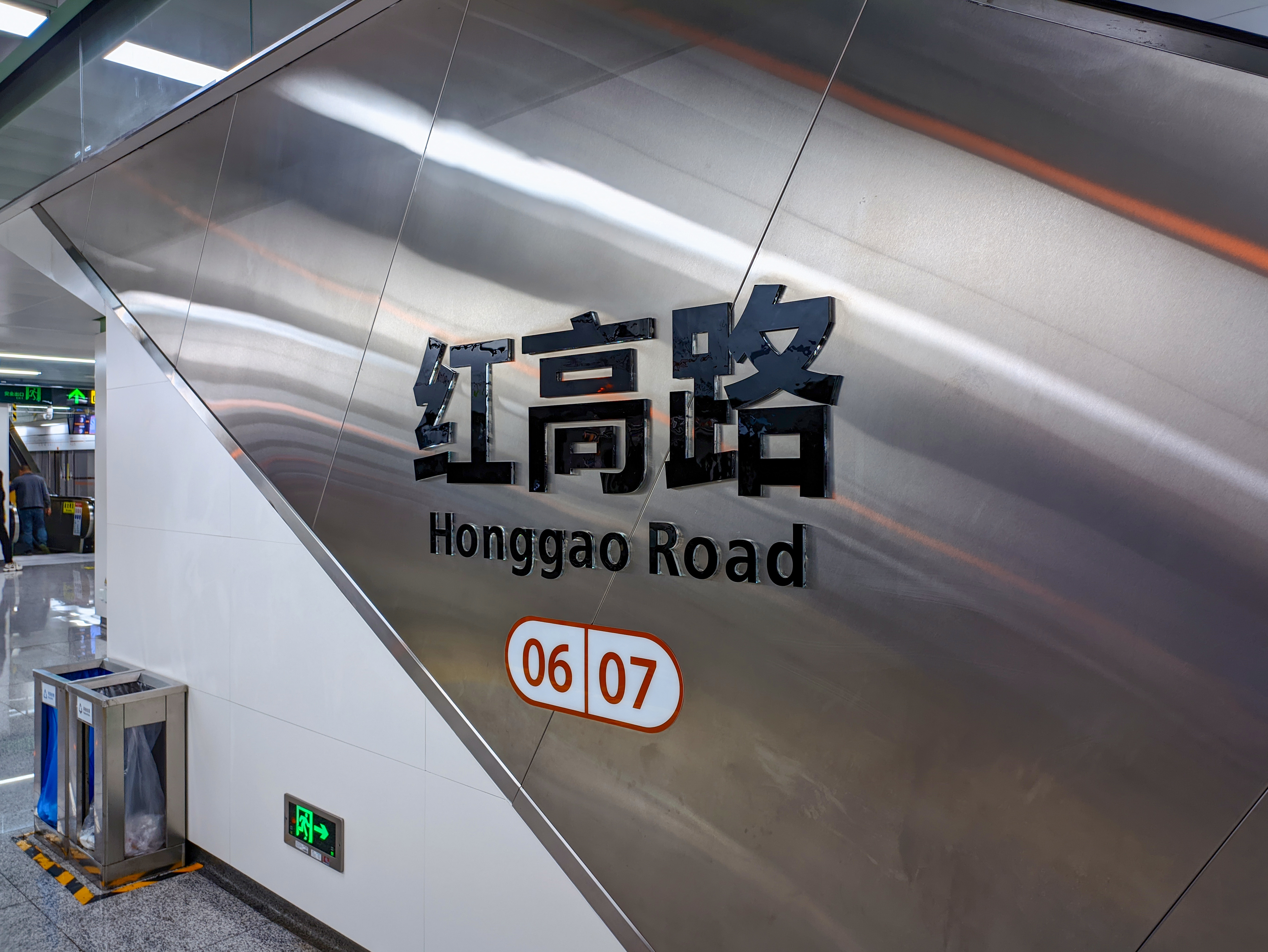
站台大字壁
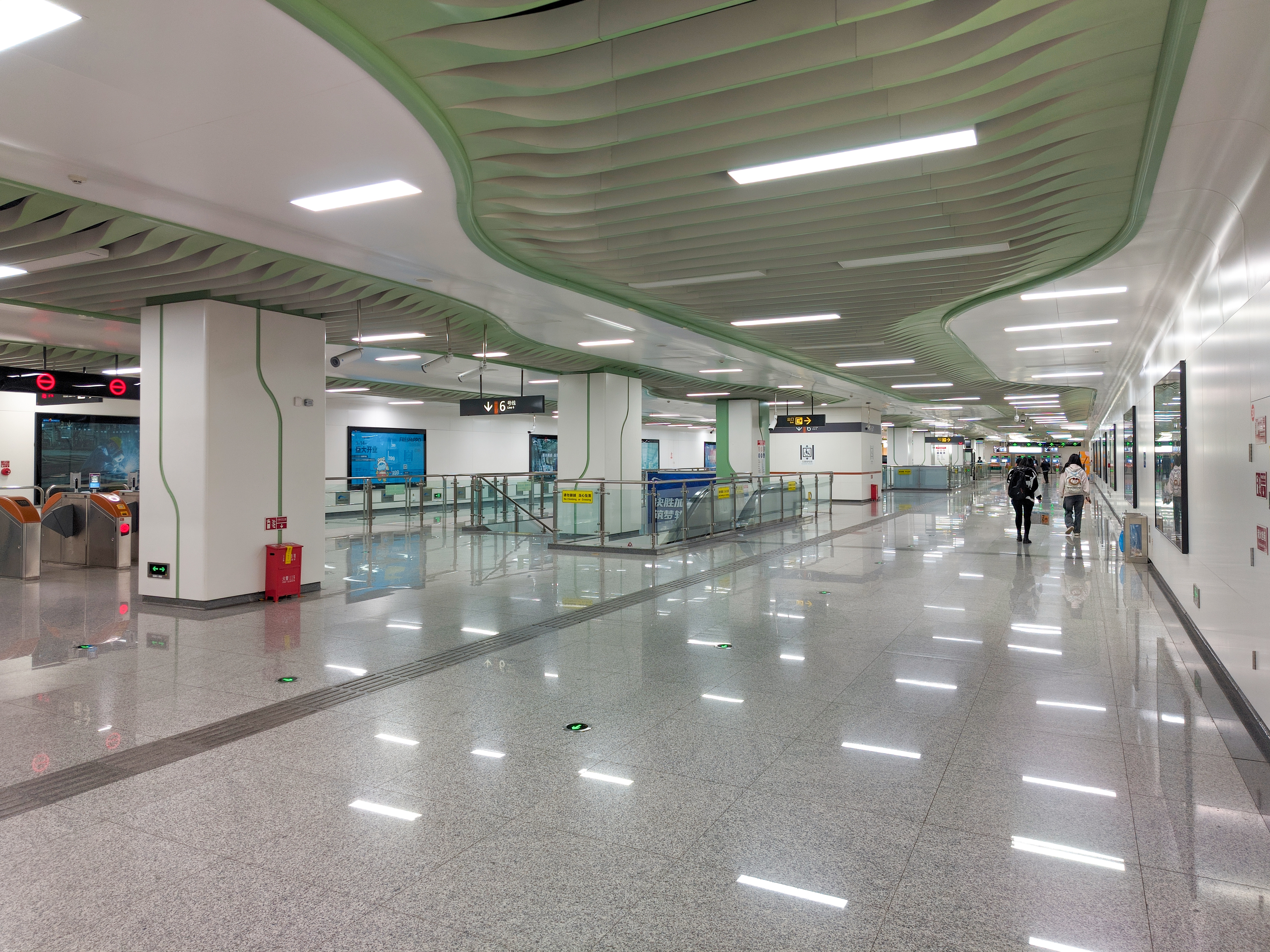
站厅层

红高路站为地下二层12米宽岛式站台车站。
| 地面              | 0    | 出口                                                                                                  |
| 地下一层          | 站厅 | 自助购票 客服中心                                                                                     |
| 地下二层          | 站台 | \| \| \| 6号线往望丛祠（尚锦路） \| \| 島式 · 開左邊车门 \| \| \| \| \| \| 6号线往兰家沟（天宇路） \| |
|                   |      | 6号线往望丛祠（尚锦路）                                                                               |
| 島式 · 開左邊车门 |      | |
|                   |      | 6号线往兰家沟（天宇路）                                                                               |

- 站台大字壁
- 站厅层

## 出入口
本站目前开放5个出入口。
|              |              |                          |      |
| 编号         | 设施         | 指示                     | 照片 |
|              | 无障碍卫生间 | 西区大道                 |      |
| 出口 · B     | 无障碍电梯   | 西區大道、天潤路         |      |
| 出口 · C     |              | 红高路、西区大道、银润路 |      |
| 出口 · D · 1 |              | 西区大道、河滨南路       |      |
| 出口 · D · 2 | 无障碍电梯   | 西区大道                 |      |

## 接駁交通

### 巴士
| 出口         | 巴士站点     | 路线                                     | 驶向                 |
| ------------ | ------------ | ---------------------------------------- | -------------------- |
| 出口 · A     | 地鐵紅高路站 | 173路、205路、314路                      | 向西（西北）方向行駛 |
| 出口 · B     | 紅合路口     | 705路、726路、P109路、P20路              | 向西（西北）方向行駛 |
| 出口 · C     | 地鐵紅高路站 | 173路、205路、314路、705路、P20路、P58路 | 向東（東南）方向行駛 |
| 出口 · D · 1 | 地鐵紅高路站 | 173路、205路、314路、705路、P20路、P58路 | 向東（東南）方向行駛 |
| 出口 · D · 2 | 地鐵紅高路站 | 173路、205路、314路、705路、P20路、P58路 | 向東（東南）方向行駛 |